# Club Sport Uruguay de Coronado
El Club Sport Uruguay es un club de fútbol costarricense, con sede en la ciudad de San Isidro de Vázquez de Coronado en la provincia de San José. Fue fundado en 1936 y es uno de los equipos con más tradición de Costa Rica. 
Sus mayores logros deportivos son el campeonato nacional en 1963 y el torneo centroamericano de la CONCACAF en 1964, además de llegar a ser finalista de la cuarta edición de la Copa de Campeones de la Concacaf en 1964 que, a la postre sería cancelada.
En la temporada actual participa en la Segunda División de Costa Rica.
En el Verano 2016 vivió su descenso a la Liga de Ascenso tras terminar en el último lugar de la tabla acumulada de la temporada 2015-2016 con 41 puntos en 44 juegos.

## Historia
El 3 de enero de 1936 surgió el nuevo club en una reunión pactada en la sastrería de don Manuel García Villalobos, en el centro de Coronado 50 metros al norte de la Iglesia. El equipo recibió el nombre de Club Sport Uruguay, en reconocimiento a la selección uruguaya que ganó el Campeonato Mundial de 1930. Sus colores amarillo y negro están basados en el último equipo campeón del fútbol uruguayo en esa época, el Club Atlético Peñarol.
Debutó en la Tercera División en 1938 como representante del Cantón de Vázquez de Coronado.
Fue así que, en 1940 obtuvo el campeonato de Liga Nacional de la 3.ª. Categoría, ganando el derecho a subir a la Segunda División. Al año siguiente Uruguay volvió a ser campeón de Segunda División.
Uruguay de Coronado debuta en 1950 en Primera División, ubicándose al final en el séptimo lugar, posición que mejoraría en el torneo de 1951 al avanzar a la sexta casilla.
Luego de 8 años en la Primera División, en 1959 quedaron de últimos en la tabla general y eso los llevó de regreso a la Segunda División.
En 1960 ganó en forma invicta el Campeonato de la Segunda División.
El domingo 3 de noviembre de 1963 ganó el Campeonato de Fútbol de Costa Rica al derrotar a la Liga Deportiva Alajuelense y de paso ese sería su único título nacional hasta el momento.
Luego de exitosa campaña en el torneo nacional, participa por primera y única vez en la Copa de Campeones de la Concacaf, en la edición 1964, donde logra ganar el Torneo Centroamericano de manera invicta y por ende, llega a la final contra SV Leo Victor de Surinam, pero esta nunca se jugó por diferentes motivos, desperdiciando así la posibilidad de ganar el trofeo continental.
Posterior a los éxitos de 1963 y 1964, el Uruguay sufrió una fuga de jugadores. En 1967 volvió a descender a Segunda División. El retorno se consiguió al año siguiente, al ganar el torneo de Segunda División. Pero en 1970 ocupó la última casilla en el campeonato nacional con el consecuente nuevo viaje a la Segunda División.
La institución aurinegra tocó fondo ese mismo año al tener que dejar también esa división y descender a Tercera.
No fue sino hasta 1973, cuando por un acuerdo de la Federación Costarricense de Fútbol, el Uruguay volvió a respirar al ser ascendido a Segunda División, donde inició una nueva lucha en pos del ansiado retorno a Primera División.
Fue al término de la campaña 1987-1988 cuando Coronado volvió a ganar la oncena Uruguaya en el Campeonato de la Segunda División, pero en la temporada 1991-1992 al ubicarse último en la tabla de posiciones y en consecuencia descender a Segunda División.
En la temporada 91-92 estuvo cerca de descender a Tercera, sin embargo el descenso no se produjo debido a que la Liga de Ascenso amplió su cupo a dos cuadros más. Posteriormente, casi todos los años ha clasificado a la segunda ronda, quedando cerca de las instancias finales para obtener el ascenso.
Han salido jugadores buenos como es el caso de Ronald González, Pablo Herrera y Juan Carlos Corella.
Casi finalizando la temporada 2009-2010 Paulo César Wanchope llega a un acuerdo con la Asociación Deportiva la cual tenía a cargo el club, por medio del cual él lo administrará por al menos 15 años; con lo que se esperaba una nueva era para este equipo que buscaba retornar a la Primera División.
En la temporada 2011-2012, se proclama campeón de verano y disputa la final ante Carmelita. El partido de ida es jugado en Coronado el 20 de mayo de 2012, ganando Uruguay 2 - 0. El partido de vuelta es disputado el 27 de mayo de 2012 en el estadio Morera Soto, usado como casa por el equipo Carmelita, terminando 2 - 0 a favor de los carmelos durante los 90 min. reglamentarios. En tiempos extra, Rudy Dawson al minuto 110 anotó el desempate que significaría el campeonato para los lecheros, y el ascenso a la Primera División de Costa Rica para el Campeonato de Invierno 2012.
En diciembre de 2013 Paulo César Wanchope y la Asociación Club Sport Uruguay (presidida por el Sr. Freddy Campos), acordaron que dicha asociación retomara la administración del equipo debido a que el Sr. Wanchope tiene otras obligaciones actualmente.
El domingo 24 de abril de 2016 el Uruguay de Coronado quedó descendido a la Liga de Ascenso tras terminar en el último puesto de la tabla acumulada de la temporada 2015-2016 y jugará la temporada 2016-2017 en la Segunda División.

## Uniforme
Los colores amarillo y negro son los mismos que utiliza el Club Atlético Peñarol de Uruguay; también fueron adquiridos en reconocimiento a la mística, empuje y valentía de ese club.
- Uniforme titular: Camiseta con franjas negras y amarillas, pantalón negro, medias negras.
- Uniforme alternativo: Camiseta blanca con raya negra en las mangas, pantalón blanco, medias blancas.
- Uniforme creativo: Camiseta amarilla, pantalón blanco, medias negras.
- Uniforme de venta: Camiseta blanca, pantalón amarillos, medias negras.

## Estadio
El Club Sport Uruguay disputa sus partidos en condición de local en el Estadio Municipal El Labrador, el cual lleva ese nombre en honor a San Isidro Labrador, Santo Patrono del cantón de Vázquez de Coronado
El estadio se encuentra ubicado unos 250 metros al sur de la Iglesia de San Isidro de Coronado (distrito central del cantón). Tiene una capacidad para 2500 personas sentadas (aproximadamente); su gramilla es sintética con un diseño a rayas (fue la primera con este diseño en Costa Rica) y cuenta con gran capacidad de drenaje. 
Es propiedad municipal y se encuentra bajo la administración del Club Sport Uruguay desde el 01/12/2014, gracias a un acuerdo firmado entre ambas partes.
El 21 de septiembre de 2008, se despidió de su Gramilla Natural, para dar paso a la una sintética de alta calidad. También se instaló una pista de atletismo de ocho carriles alrededor de la cancha y un gimnasio para uso del club y público. Actualmente se encuentra recibiendo otras obras en su infraestructura y cuenta con bastante espacio alrededor en donde está previsto la colocación de más graderías para ampliar el aforo del mismo.

## Palmarés

### Torneos Nacionales
- Primera División de Costa Rica (1): 1963
- Segunda División de Costa Rica (6): 1942, 1949, 1960, 1968, 1987, 2011-2012[4][5]
- Tercera División de Costa Rica (1): 1940
- Ascenso Reglamentario de FEDEFUTBOL y Liga de Tercera División por CONAFA (2.ª. División de Ascenso): 1974-75
- Subcampeón de la Primera División de Costa Rica (1): 1961
- Subcampeón de Torneo de Copa (Costa Rica) (1): 1963
- Subcampeón de Campeón de Campeones (1): 1963

Campeón torneo clausura LIASCE categoría Alto Rendimiento Sub-21: 2018
Campeón nacional categoría alto rendimiento Sub-21: 2018

### Torneos internacionales
- Torneo Centroamericano de la Concacaf (1):1964